# (2310) Olshaniya
(2310) Olshaniya es un asteroide perteneciente al cinturón de asteroides, descubierto el 26 de septiembre de 1974 por la astrónoma ucraniana Liudmila Zhuravliova desde el Observatorio Astrofísico de Crimea (República de Crimea).

## Designación y nombre
Designado provisionalmente como 1974 SU4. Fue nombrado Olshaniya en honor al héroe soviético Konstantín Fiódorovich Olshanski.